# Distretto di Luzhu (Kaohsiung)
Il distretto di Luzhu (路竹區S, Lùzhú QūP) è un distretto della municipalità di Kaohsiung, situata a Taiwan.